# Хворостів (Володимирський район)
Хво́ростів — село в Україні, у Зимнівській сільській громаді Володимирського району Волинської області.

## Географія
Село розташоване на лівому берехі річки Риловиці.

## Історія
У 1906 році село Микулицької волості Володимир-Волинського повіту Волинської губернії. Відстань від повітового міста 19 верст, від волості 4. Дворів 65, мешканців 557.
Під час Другої світової війни, особливо в липні-серпні 1943 року, місцеве населення постраждало від польських боївок.
Німці та поляки вбили:
- Антонюка Карпа, 52 р., і його сина Павла. Убиті при обстрілі села з бронепоїзда в жнива 1943 р., поховані на кладовищі села Хворостів.
- Романюка Мирона і брата Юрія, які служили в поліції, звідки втекли додому в березні 1943 р. У жнива 1943 р. німці з поляками обстріляли село з бронепоїзда, пішли й забрали Мирона, Юрія і їхнього меншого брата Левка (вони були синами священика з Хворостова) і розстріляли біля валів городища в Володимирі-Волинському.
- Тищук Меланію. У жнива 1943 р. німці застрелили її у власній хаті. Похована на кладовищі села Хворостова.

У сусідньому селі Яворівка під час нападу німців і поляків у жнива 1943 р. з бронепоїзда були вбиті:
- Нехай Віра Феодосівна, 18 р. Похована на кладовищі с. Хворостова.
- Нехай Феодосій Іванович, староста села і його дружина Нехай Текля Йосипівна, забрані тоді поляками та німцями і розстріляні біля валів городища у Володимирі. Разом з ними розстріляно 7—9 людей.
- Колодій Степан, убитий німцями і поляками під час обстрілу села з бронепоїзда в жнива 1943 р. Похований на кладовищі с. Хворостова.

Загинули також 4 поляків. Натомість у книжці В. і Е. Сємашків (2000, с. 861) вказано, що в селі Яворівці нібито загинуло 100 поляків.
З 20 червня 2018 року у складі Війницької сільської об'єднаної територіальної громади.
12 червня 2020 року, відповідно до розпорядження Кабінету Міністрів України № 708-р «Про визначення адміністративних центрів та затвердження територій територіальних громад Волинської області», увійшло до складу Зимнівської сільської територіальної громади.
19 липня 2020 року, в результаті адміністративно-територіальної реформи та ліквідації  Володимир-Волинського району(1940—2020) село увійшло до новоутвореного Володимир-Волинського району (від 18 липня 2022 Володимирського).

## Опис
Орган місцевого самоврядування — Березовичівська сільська рада. Населення становить 173 особи. Кількість дворів (квартир) — 57.
В селі діє Христо-Воздвиженська церква Московського патріархату. Кількість прихожан — 160 осіб. Працює початкова школа на 15 місць, фельдшерсько-акушерський пункт, АТС на 7 номерів, торговельний заклад.
В селі доступні такі телеканали: УТ-1, УТ-2, 1+1, Інтер, СТБ, Обласне телебачення. Радіомовлення здійснюють Радіо «Промінь», Радіо «Світязь», Радіо «Луцьк».
Село негазифіковане. Дорога з твердим покриттям в незадовільному стані. Наявне постійне транспортне сполучення з районним та обласним центрами.

## Населення
Згідно з переписом УРСР 1989 року чисельність наявного населення села становила 220 осіб, з яких 92 чоловіки та 128 жінок.
За переписом населення України 2001 року в селі мешкало 165 осіб.

### Мова
Розподіл населення за рідною мовою за даними перепису 2001 року:
| Мова       | Відсоток |
| ---------- | -------- |
| українська | 98,84 %  |
| польська   | 0,58 %   |
| російська  | 0,58 %   |